# Hietajärvi (sjö i Kangasniemi, Södra Savolax)
Hietajärvi är en sjö i kommunen Kangasniemi i landskapet Södra Savolax i Finland. Arean är 36 hektar och strandlinjen är 3,02 kilometer lång. Sjön  ingår i Kymmene älvs huvudavrinningsområde.   Den ligger omkring 34 kilometer nordväst om S:t Michel och omkring 220 kilometer nordöst om Helsingfors. 